# Ramón María López Acevedo
Ramón María López Acevedo (Tapia de Casariego, Asturias, 5 de enero de 1785 - Londres, 1826), escritor, humanista, periodista y poeta español.

## Biografía
Fue catedrático de latinidad en Grado y después en Oviedo y en 1808 profesor interino de Prosodia en la Universidad de Oviedo. Colaboró en El Correo Militar y Político de Castropol (1810) y en El Observador de Asturias (Oviedo, 1813). Publicó Oda a la muerte del Excelentísimo señor don Gaspar Melchor de Jovellanos, Oviedo, 1811, e Himno patriótico con motivo de la llegada a Oviedo del Regimiento de Asturias, Oviedo, 1814. Fue socio de la Sociedad Económica de Amigos del País e intentó el teatro con la pieza Al fin triunfa la virtud y otras que no fueron impresas. Liberal durante el Trienio Constitucional, redactó en Oviedo El Ciudadano (1820), Ensalada Periodística (1820), El Momo (1820-1821) y, en Madrid, colaboró en El Espectador (1821-1822) bajo el pseudónimo de El Momo, precisamente. 

## Obras
Publicó el diálogo El buen cura y sus feligreses (Oviedo, 1820), donde defendía una interpretación moderada de la Constitución de Cádiz, y se dedicó a la enseñanza de las humanidades en Oviedo. En 1823 fue nombrado secretario del Gobierno político de Santander, pero la invasión francesa le impidió tomar posesión; quiso organizar la resistencia en Gijón y otras localidades, pero tuvo que embarcarse en La Coruña y marchar a Londres. Allí editó en colaboración con Pedro Pascasio Fernández Sardinó El Español Constitucional (1824-1825), en el que se anunció como profesor de humanidades y de violín. Se había vuelto tan radical como Sardinó, hasta el punto de sentir como necesaria una dictadura como paso previo necesario para la creación de una democracia en España, según Alberto Gil Novales. Escribió un poema burlesco contra el Duque de Angulema, La Angulemaida, y se hallaba trabajando en un Proyecto de lengua universal cuando le sorprendió la muerte.